# JPN
JPN is het derde studioalbum van de Japanse groep Perfume, uitgebracht op 30 november 2011 door Tokuma Japan Communications, twee jaar na hun tweede studioalbum Triangle. Het album werd 268.414 keer verkocht in 2 weken.
JPN is het laatste album van Perfume uitgegeven door Tokuma Japan Communications, op 28 februari 2012 maakte de groep bekend dat alle uitgaven vanaf dat moment door Universal Music Japan worden overgenomen. Wereldwijd werd het album uitgebracht op 6 maart 2012 in meer dan 50 landen.

## Nummers
| 1.                 | The Opening                                                     | 1:12 |
| 2.                 | Laser Beam ((album mix) レーザービーム Rēzā Bīmu)               | 3:10 |
| 3.                 | Glitter (Album mix)                                             | 5:41 |
| 4.                 | Natural ni Koishite (ナチュラルに恋して Fall in Love Naturally) | 3:08 |
| 5.                 | My Color                                                        | 5:04 |
| 6.                 | Toki no Hari (時の針 Needle of Time)                            | 2:30 |
| 7.                 | Nee (ねぇ Hey )                                                 | 4:27 |
| 8.                 | Kasuka na Kaori (微かなカオリ Faint Fragrance)                  | 4:49 |
| 9.                 | 575                                                             | 4:27 |
| 10.                | Voice                                                           | 4:13 |
| 11.                | Kokoro no Sports (心のスポーツ Sports of the Heart)             | 4:08 |
| 12.                | Have a Strol l                                                  | 4:36 |
| 13.                | Fushizen na Girl (不自然なガール Artificial Girl)               | 3:59 |
| 14.                | Spice (スパイス)                                                | 3:53 |
| Totale duur: 55:10 |                                                                 |      |